# Château de Vélez-Blanco
Le château de Vélez-Blanco est une forteresse Renaissance, construite de 1505 à 1515 à Vélez-Blanco, une commune à proximité d'Almería en Espagne.

## Présentation
Il a été construit sur les ordres de Don Pedro Fajardo y Chacón (es). On utilisa les fondations d’une ancienne forteresse maure; ce château ressemble au château de Cuéllar, près de Ségovie, résidence du duc d’Albuquerque.
Après 1575 et la mort du troisième marquis de Vélez (es), la famille Fajardo préférant résider à Mula et à Madrid, le château n'est plus utilisé que pour les séjours d’été et les parties de chasse. Après l'extinction de la famille Fajardo à la fin du XVIIe siècle, il ne sert plus qu'occasionnellement, entraînant aussi dans sa chute la ville de Vélez-Blanco, jadis riche et puissante. Il est définitivement laissé à l'abandon au début du XIXe siècle et on commence à le démanteler à la fin du XIXe siècle.
En 1903 et 1904, un antiquaire parisien achète les dix frises en bois sculpté ornant les deux salles du château puis le patio. Les frises représentant « les Douze travaux d'Hercule » et « les Triomphes de César » sont revendues la même année à Émile Peyre, un décorateur et sculpteur français. La frise qui avait disparu a été retrouvée en 1996 en abattant un mur dans les anciennes réserves du Musée des arts décoratifs de Paris. 
Le patio en marbre, sorte de galerie ouverte sur deux étages construite selon la mode de la Renaissance italienne, est revendu en 1913 à l'Américain George Blumenthal qui le léguera en 1945 au Metropolitan Museum of Art de New York. Il fut remonté et installé en 1964.